# Karangasso-Sambla
Karangasso-Sambla hay Karankasso-Sambla là một tổng của Burkina Faso, thuộc tỉnh Houet, trong vùng Alti Bacini.
Tổng này có 13 làng xã: Banakorosso, Bouende, Diofoloma, Gognon, Kongolikan, Koumbadougou, Magafesso, Sama-Toukoro, Sembleni, Sourougoudingan, Tiara, Torosso và Toukoro Sambla.